# Vanak

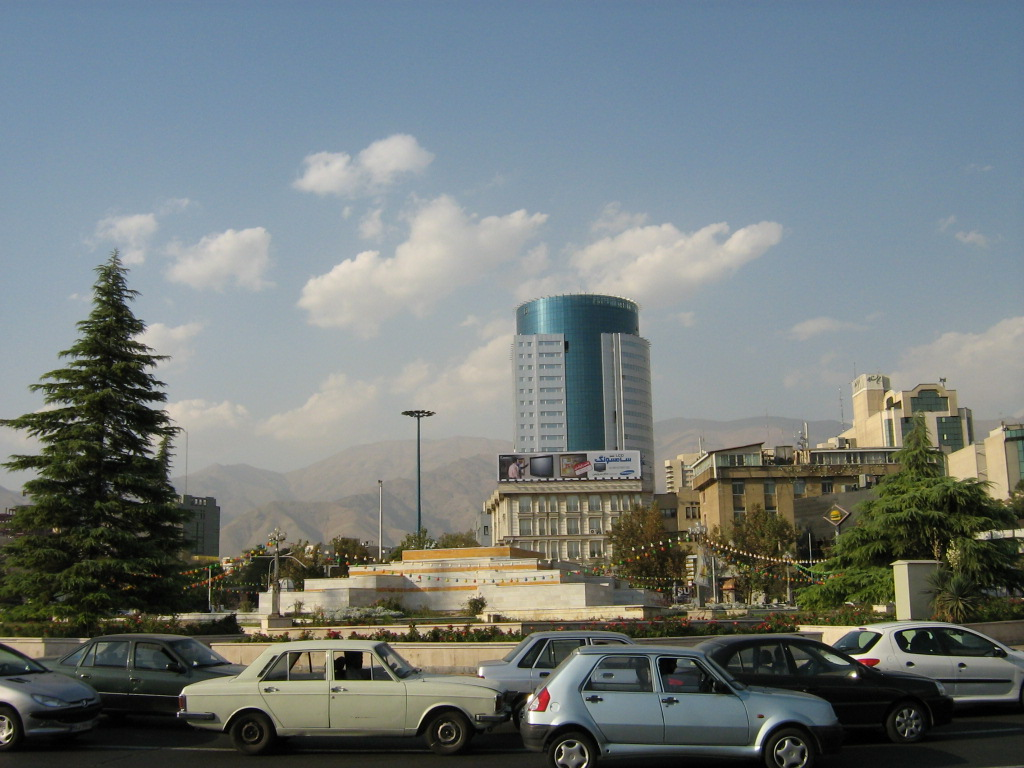
Vista da praça de Vanak, em Teerã/Teerão.

Vanak (em persa: ونک) é um bairro da cidade  de Teerã/Teerão  situado na parte da norte da cidade, onde vive parte da população mais abastada da cidade.
O nome deriva de uma aldeia antiga Vanak (Deh-e Vanak) aí situada. Hoje em dia há uma praça com esse nome. Vanak é o início de várias vias rápidas como Jahan-Kudak e Mulla Sadra|.
Uma pequena comunidade arménia viveu nessa localidade durante muito tempo.
Vanak possui vários edifícios comerciais, um campo de golfe, café e outros pontos de lazer. 
O nome Vanak significa "Pequena Árvore" em persa